# 1. Kongress der Vereinigten Staaten

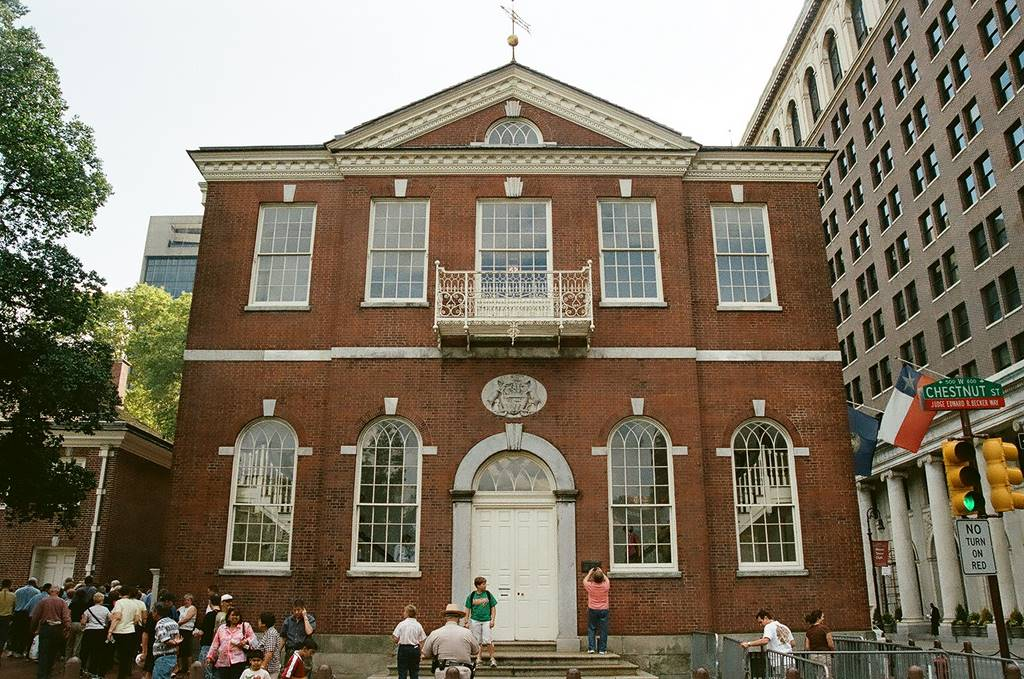
Congress Hall, Versammlungsstätte des 1. bis zum 6. Kongress ab dem 6. Dezember 1790

Der 1. Kongress der Vereinigten Staaten tagte zwischen dem 4. März 1789 und dem 3. März 1791, dem ersten und zweiten Amtsjahr des ersten Präsidenten George Washington. Er trat bis zum 12. August 1790 in der Federal Hall in New York City und ab dem 6. Dezember 1790 in der Congress Hall in Philadelphia zusammen. In beiden Kammern gab es eine Mehrheit für die Pro-Administration Party.

## Bedeutende Ereignisse
- 1. April 1789: Das Repräsentantenhaus erlangt erstmals Beschlussfähigkeit und wählt seine Amtsträger.
- 6. April 1789: Der Senat erlangt erstmals Beschlussfähigkeit und wählt seine Amtsträger.
- 30. April 1789: George Washington wird als erster Präsident der Vereinigten Staaten vereidigt.
- 21. November 1789: North Carolina ratifiziert als 12. Bundesstaat die Verfassung und tritt damit den Vereinigten Staaten bei.
- 8. Januar 1790: Präsident Washington hält die erste State of the Union Address vor dem Kongress.
- 14. Januar 1790: Der Report on Public Credit vom Finanzminister Alexander Hamilton wird vorgelesen.
- 1. März 1790: Die erste Volkszählung beginnt.
- 10. April 1790: Benjamin Franklin, einer der Gründerväter der Vereinigten Staaten, verstirbt.
- 29. Mai 1790: Rhode Island ratifiziert als 13. Bundesstaat die Verfassung und tritt damit als letzte der ehemaligen britischen Kolonien den Vereinigten Staaten bei.
- 20. Juni 1790: Mit dem Kompromiss von 1790 einigen sich Thomas Jefferson, James Madison und Alexander Hamilton darauf, dass der Bund einerseits sämtliche Kriegsschulden der Bundesstaaten aus dem Amerikanischen Unabhängigkeitskrieg, wovon der größte Anteil in den Nordstaaten anfiel, übernehmen werde. Gleichzeitig sollte der Sitz der Hauptstadt am Potomac River auf einem von den Südstaaten Virginia und Maryland gespendeten Gebiet errichtet werden.

## Bedeutende Gesetzgebung
Durch die Neugründung der Vereinigten Staaten aufgrund der Verfassung von 1787 war die Gesetzgebung des ersten Kongresses durch eine Vielzahl grundsätzlicher Festlegungen des Staatsaufbaus und des materiellen Rechts gekennzeichnet.

### 1. Sitzungsperiode
- 1. Juni 1789: An act to regulate the time and manner of administering certain oaths, ein Gesetz zur Regulierung des Zeitpunkts und der Art und Weise, wie Amtseide abzulegen sind, war das erste vom Kongress verabschiedete Gesetz. Teile des Gesetzes sind bis heute in Kraft.
- 4. Juli 1789: Mit dem Hamilton Tariff wird ein Importzoll von 5 bis 10 Prozent des Warenwerts festgelegt.
- 27. Juli 1789: Das Außenministerium wird errichtet.
- 7. August 1789: Das Kriegsministerium wird errichtet.
- 2. September 1789: Das Finanzministerium wird errichtet.
- 24. September 1789: Mit dem Judiciary Act of 1789 wird die Gerichtsverfassung des Bundes festgelegt, darunter die Größe des Obersten Gerichtshofs, Aufbau und Zuständigkeit der Bezirksgerichte und der Kreisgerichte sowie die Errichtung der Ämter des United States Attorney General und der Bundesstaatsanwälte.
- 25. September 1789: Der Kongress verabschiedet zwölf Ergänzungsartikel zur Verfassung, die den Bundesstaaten zur Ratifizierung vorgelegt werden. Zehn von ihnen bilden die Bill of Rights der Vereinigten Staaten.

### 2. Sitzungsperiode
- 1. März 1790: Der Kongress verabschiedet ein Gesetz zur Durchführung der ersten Volkszählung.
- 26. März 1790: Mit dem Naturalization Act of 1790 wird festgelegt, wie die amerikanische Staatsbürgerschaft erlangt werden kann.
- 10. April 1790: Der Patent Act of 1790 legt den Grundstein für das Patentrecht der Vereinigten Staaten.
- 26. Mai 1790: Als Südwest-Territorium wird eine von North Carolina überlassene Fläche als bundeseigenes Gebiet organisiert.
- 31. Mai 1790: Mit dem Copyright Act of 1790 bestimmt der Kongress das Urheberrecht der Vereinigten Staaten.
- 6. Juli 1790: Durch den Residence Act wird eine vom Präsidenten genauer zu bestimmende Fläche am Potomac River als zukünftiger Sitz der Hauptstadt der Vereinigten Staaten festgelegt. Sie wird später als District of Columbia bezeichnet.
- 22. Juli 1790: Der Indian Intercourse Act of 1790 legt fest, unter welchen Bedingungen Handel mit Gütern und Land mit den amerikanischen Ureinwohnern erfolgen darf.
- 26. Juli 1790: Der Funding Act of 1790 setzt den Report on Public Credit um.

### 3. Sitzungsperiode
- 25. Februar 1791: Die Erste Bank der Vereinigten Staaten wird errichtet.
- 3. März 1791: Der Kongress verabschiedet mit dem Whiskey Act die erste Verbrauchssteuer auf einheimische Güter. Das Gesetz ist Auslöser der Whiskey-Rebellion.

## Parteien
Weder im Senat, noch im Repräsentantenhaus gab es zu diesem Zeitpunkt Parteien. Es gab jedoch zwei Gruppierungen, die Anti-Administration Party und die Pro-Administration Party. Während Mitglieder der Anti-Administration Party später die Demokratisch-Republikanische Partei begründeten, war die Pro-Administration Party die Vorläuferpartei der Föderalistischen Partei.

### Repräsentantenhaus
| Gruppierung | Gruppierung             | Anfang      | Anfang        | Ende        | Ende          |
| Gruppierung | Gruppierung             | Abgeordnete | Stimmenanteil | Abgeordnete | Stimmenanteil |
| ----------- | ----------------------- | ----------- | ------------- | ----------- | ------------- |
|             | Pro-Administration (P)  | 34          | 57,6 %        | 36          | 56,3 %        |
|             | Anti-Administration (A) | 25          | 43,4 %        | 28          | 43,8 %        |
|             | Vakant                  | 0           |               | 1           |               |
| Summe       | Summe                   | 59          | 59            | 65          | 65            |

### Senat
| Gruppierung | Gruppierung             | Anfang    | Anfang        | Ende      | Ende          |
| Gruppierung | Gruppierung             | Senatoren | Stimmenanteil | Senatoren | Stimmenanteil |
| ----------- | ----------------------- | --------- | ------------- | --------- | ------------- |
|             | Pro-Administration (P)  | 13        | 65 %          | 18        | 69 %          |
|             | Anti-Administration (A) | 7         | 35 %          | 8         | 31 %          |
|             | Vakant                  | 2         |               | 0         |               |
| Summe       | Summe                   | 22        | 22            | 26        | 26            |

## Führung

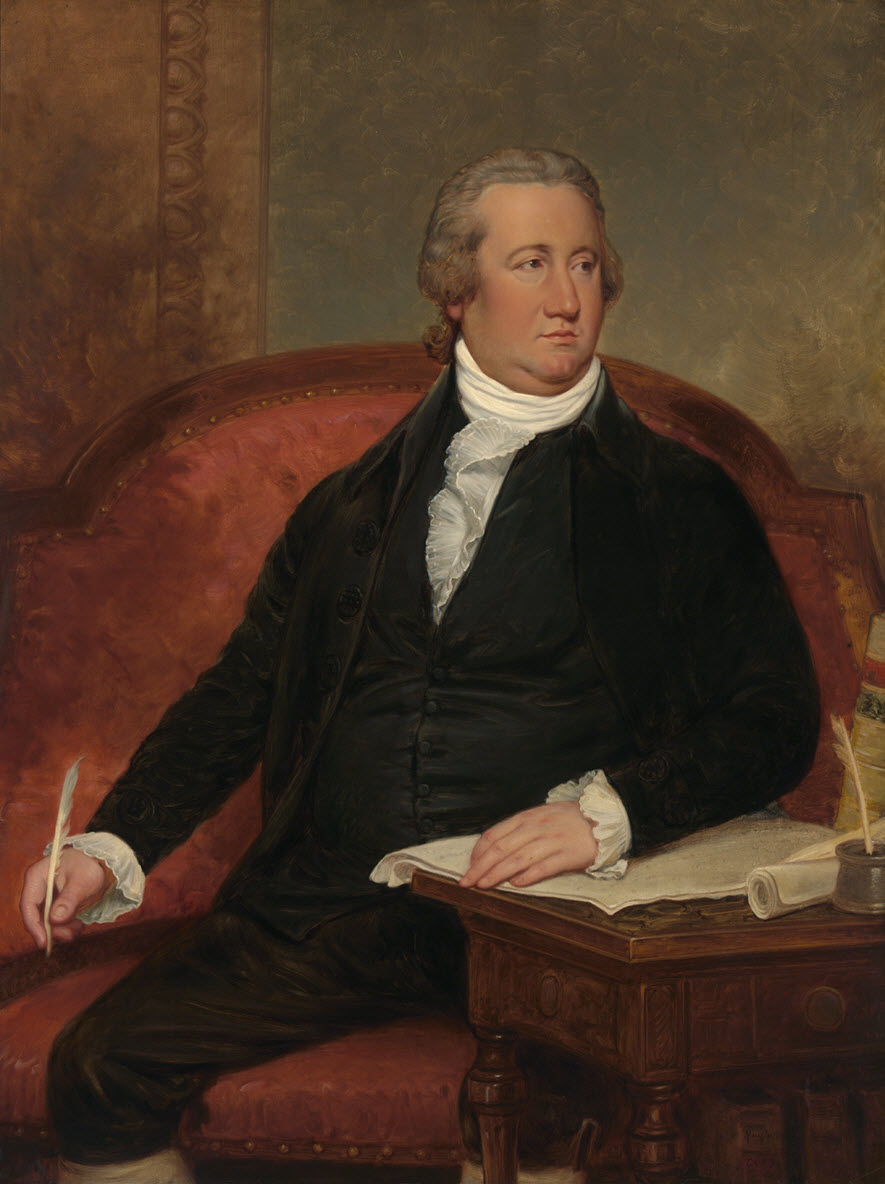
Frederick Muhlenberg (P) Sprecher des Repräsentantenhauses 1789–1791 und 1793–1795
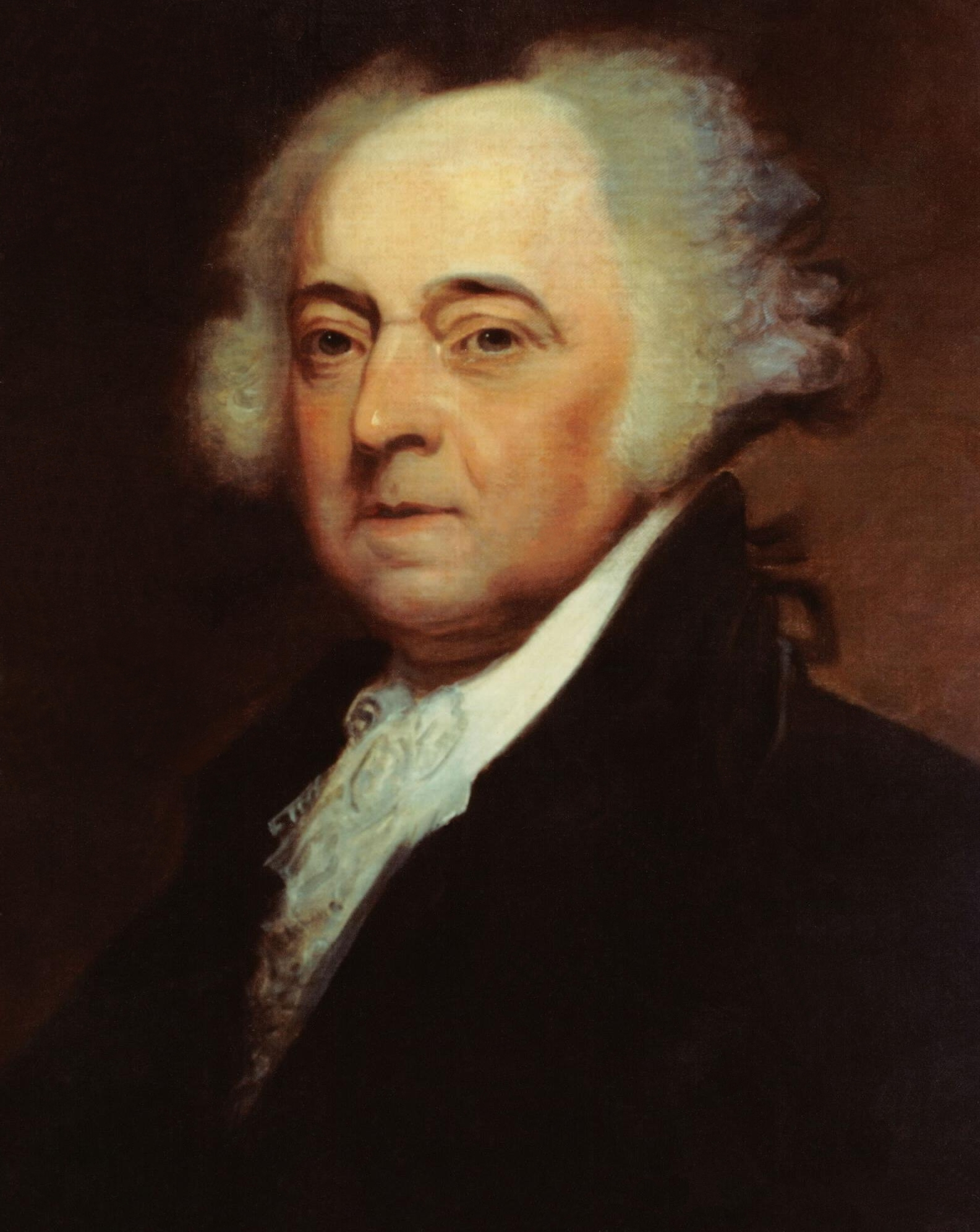
John Adams (P) Präsident des Senats 1789–1797
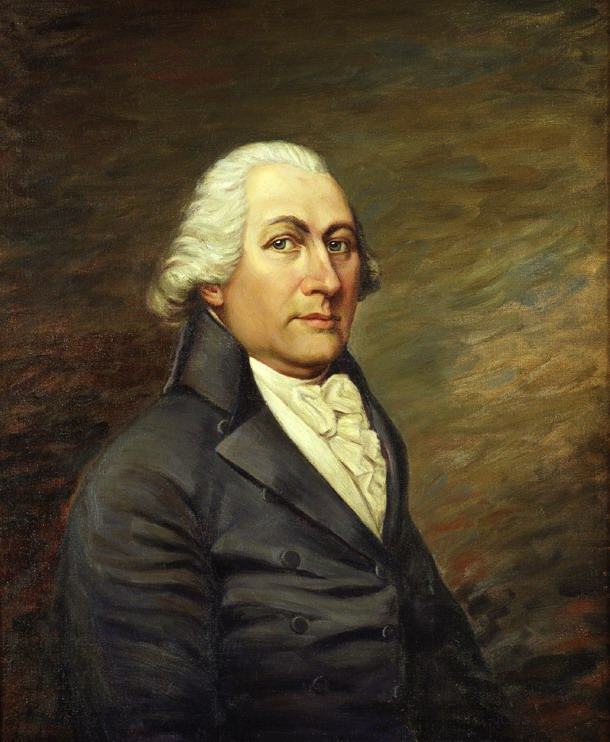
John Langdon (P) Präsident pro tempore des Senats 1789 und 1792–1793

## Mitglieder

### Repräsentantenhaus
In den Staaten Connecticut, Georgia, Maryland, Massachusetts, New Hampshire, New York und North Carolina wurde nach Wahlbezirken getrennt gewählt, in den übrigen Gebieten jeweils staatsweit.
| Connecticut - 1. Benjamin Huntington (P) - 2. Roger Sherman (P) - 3. Jonathan Sturges (P) - 4. Jonathan Trumbull jr. (P) - 5. Jeremiah Wadsworth (P) Delaware - John M. Vining (P) Georgia - 1. Abraham Baldwin (A) - 2. James Jackson (A) - 3. George Mathews (A) Maryland - 1. Michael J. Stone (P) - 2. Joshua Seney (A) - 3. Benjamin Contee (A) - 4. William Smith (P) - 5. George Gale (P) - 6. Daniel Carroll (P) Massachusetts - 1. Fisher Ames (P) - 2. Benjamin Goodhue (P) - 3. Elbridge Gerry (P) - 4. Theodore Sedgwick (P) - 5. George Partridge (P), bis 14. August 1790 - 6. George Thatcher (P) - 7. George Leonard (P) - 8. Jonathan Grout (A) New Hampshire - 1. Abiel Foster (P) - 2. Nicholas Gilman (A) - 3. Samuel Livermore (A) New Jersey - Elias Boudinot (P) - Lambert Cadwalader (P) - James Schureman (P) - Thomas Sinnickson (P) | New York - 1. William Floyd (A) - 2. John Laurance (P) - 3. Egbert Benson (P) - 4. John Hathorn (A), ab 23. April 1789 - 5. Peter Silvester (P), ab 22. April 1789 - 6. Jeremiah Van Rensselaer (A), ab 9. Mai 1789 North Carolina - 1. John Baptista Ashe (A), ab 24. März 1790 - 2. John Steele (P), ab 19. April 1790 - 3. Hugh Williamson (P), ab 19. März 1790 - 4. Timothy Bloodworth (A), ab 6. April 1790 - 5. John Sevier (A), ab 16. Juni 1790 Pennsylvania - George Clymer (P) - Thomas Fitzsimons (P) - Thomas Hartley (P) - Daniel Hiester (A) - Frederick Muhlenberg (P) - Peter Muhlenberg (A) - Thomas Scott (P) - Henry Wynkoop (P) Rhode Island - Benjamin Bourne (P), ab 17. Dezember 1790 South Carolina - Aedanus Burke (A) - Daniel Huger (P) - William L. Smith (P) - Thomas Sumter (A) - Thomas Tudor Tucker (A) Virginia - Theodorick Bland (A), bis 1. Juni 1790 - William Branch Giles (A), ab 7. Dezember 1790 - John Brown (A) - Isaac Coles (A) - Samuel Griffin (P) - Richard Bland Lee (P) - James Madison (A) - Andrew Moore (A) - John Page (A) - Josiah Parker (P) - Alexander White (P) |

### Senat
| Connecticut - Oliver Ellsworth (P) - William Samuel Johnson (P) Delaware - George Read (P) - Richard Bassett (P) Georgia - William Few (A) - James Gunn (A) Maryland - Charles Carroll (P) - John Henry (P) Massachusetts - Tristram Dalton (P) - Caleb Strong (P) New Hampshire - Paine Wingate (A) - John Langdon (P) New Jersey - Jonathan Elmer (P) - William Paterson (P), bis 13. November 1790 - Philemon Dickinson (P), ab 13. November 1790 | New York - Philip Schuyler (P), ab 16. Juli 1789 - Rufus King (P), ab 15. Juli 1789 North Carolina - Samuel Johnston (P), ab 27. November 1789 - Benjamin Hawkins (P), ab 27. November 1789 Pennsylvania - William Maclay (A) - Robert Morris (P) Rhode Island - Theodore Foster (P), ab 7. Juni 1790 - Joseph Stanton (P), ab 7. Juni 1790 South Carolina - Pierce Butler (P) - Ralph Izard (P) Virginia - William Grayson (A), bis 12. März 1790 - John Walker (P), von 31. März 1790 bis 9. November 1790 - James Monroe (A), ab 9. November 1790 - Richard Henry Lee (A) |

## Personelle Veränderungen
Fünf Senatoren und neun Kongressabgeordnete kamen im Lauf der ersten Legislaturperiode hinzu, je ein Senator und ein Kongressabgeordneter starben. Je ein weiterer Senator und ein Kongressabgeordneter traten von ihrem Amt zurück.

## Angestellte

### Repräsentantenhaus
- Clerk: John James Beckley
- Sergeant at Arms: Joseph Wheaton
- Pförtner: Gifford Dalley
- Geistlicher:
  - William Linn – ab 1. Mai 1789
  - Samuel Blair – ab 4. Januar 1790

### Senat
- Sekretär: Samuel Allyne Otis
- Sergeant at Arms: James Mathers
- Geistlicher:
  - Samuel Provoost – ab 25. April 1789
  - William White – ab 9. Dezember 1790